# 桃矿街道
桃矿街道，中华人民共和国湖南省岳阳市临湘市下属的一个街道。是中华人民共和国第一个五年计划中156项重点工程之一，有专用铁路与京广线相连接。

## 建制沿革
- 1957年4月，建桃林铅锌矿；
- 2003年10月，桃林铅锌矿破产终结；
- 2004年8月，置桃矿街道。

## 行政区划
桃矿街道下辖2个居委会：
- 金鑫居委会、金坡居委会

## 大事记
- 1901年桃矿的铅锌矿藏始被发现。
- 1956年中国冶金工业部开始筹备建设桃矿。
- 1960年桃矿开始进行试生产与投产典礼。
- 1965年桃矿大体上完成了设计规模的建设，基本具备了3600吨／日的采选生产能力。
- 1992年桃矿开始出现账面亏损。
- 2000年桃矿进入政策性破产程序。
- 2002年12月5日桃矿正式宣布破产。
- 2003年10月27日桃矿破产终结。[2]